# Unione Cestistica Casalpusterlengo
El Unione Cestistica Casalpusterlengo, conocido también por motivos de patrocinio como Assigeco Casalpusterlengo, es un equipo de baloncesto italiano con sede en la ciudad de Codogno, aunque desde 2016 disputa sus partidos en la ciudad de Piacenza, por lo que desde entonces se le conoce también como Assigeco Piacenza. Compite en la Serie A2 Oeste, la segunda división del baloncesto en Italia. Disputa sus partidos en el Campus ASSIGECO di Codogno en Codogno, con capacidad para 1.000 espectadores.

## Nombres
- Assigeco Casalpusterlengo

(-2005)
- UCC Casalpusterlengo

(2005-2008)
- UCC Assigeco Casalpusterlengo

(2008-2009)
- UCC Casalpusterlengo

(2009-2010)
- Assigeco Banca Popolare di lodi

(2010-2011)
- Assigeco Casalpusterlengo

(2011-2016)
- Assigeco Piacenza

(2016- )

## Posiciones en Liga
- 2009 - (4-A Dil)
- 2010 - (14-Lega2)
- 2011 - (11-Lega2)
- 2012 - (4-Naz.A)
- 2013 - (4-Naz.A)
- 2014 - (7-LNP Silver)
- 2015 - (11-A2 Gold)
- 2016 - (11-A2 Ovest)
- 2017 - (10-A2 Est)
- 2018 - (14-A2 Est)

## Palmarés
- Campeón Copa Divisione Nazionale A (2007), (2009)
- Subcampeón Play-Offs LNP Silver (2014)

## Jugadores destacados
| - Howard Sant-Roos - Miklós Szabó - Pietro Aradori - Mario Boni - Danilo Gallinari - Vittorio Gallinari - Rodolfo Valenti - Logan Aronhalt - Ruben Boykin - Michael Cuffee - Marcus Hatten |  | - Paul Marigney - Anthony Newell - Alvin Young - / Klaudio Ndoja - / Bruno Cerella - / Paul Biligha - / Jakub Wojciewchowski - / Peter Ezugwu - / Phil Missere - / Troy Ostler |